# Gare de Kure
La gare de Kure (呉駅, Kure-eki) est une gare ferroviaire de la ville de Kure, dans la préfecture de Hiroshima au Japon. Elle est exploitée par la compagnie JR West.

## Situation ferroviaire
La gare de Kure est située au point kilométrique (PK) 67,0 de la ligne Kure.

## Histoire
La gare a été inaugurée le 27 décembre 1903.

## Service des voyageurs

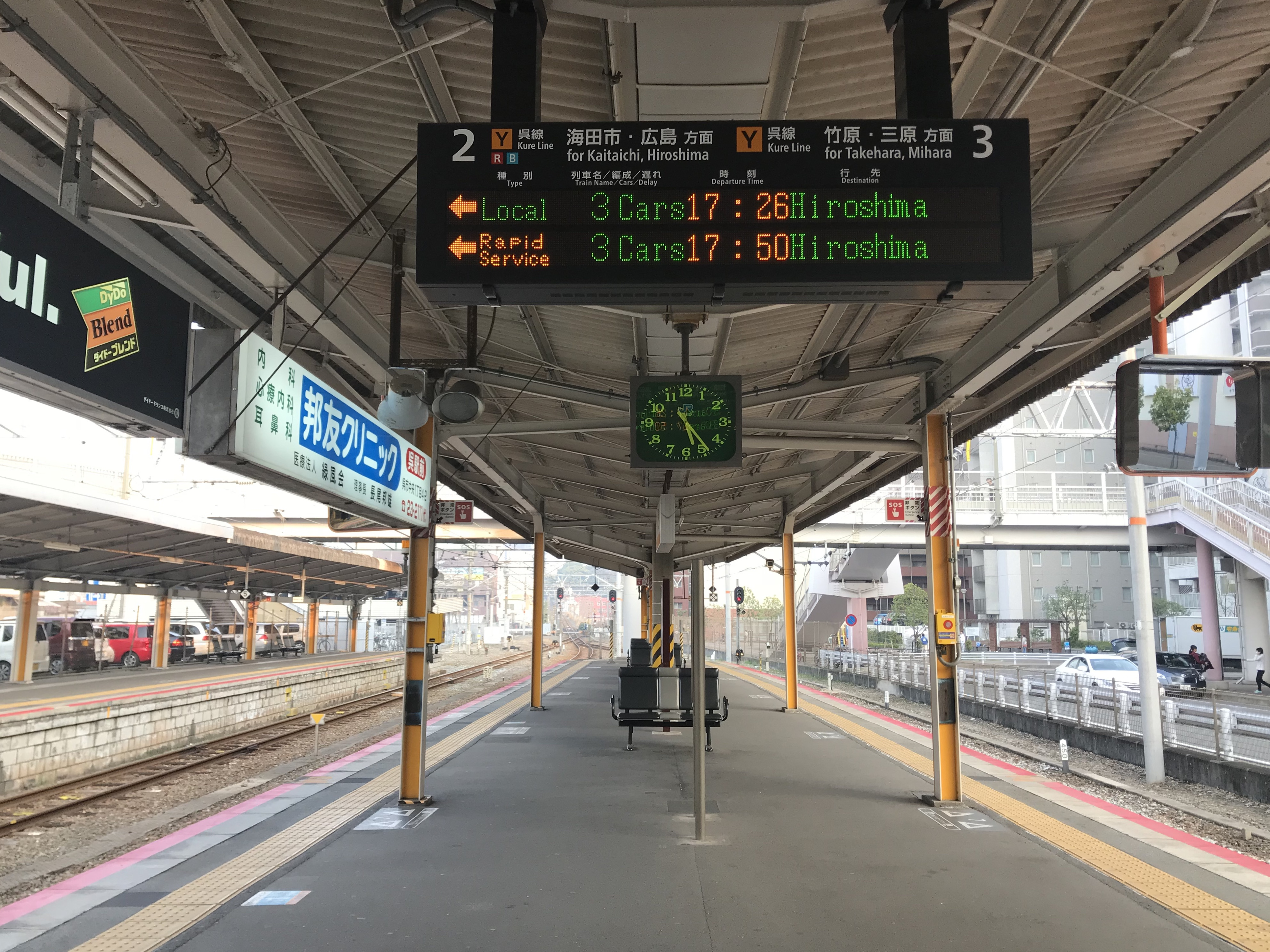
Vue des quais.

### Accueil
La gare dispose d'un bâtiment voyageurs ouvert tous les jours, avec des guichets et des automates pour l'achat de titres de transport.

### Desserte
- Ligne Kure :
  - voie 1 : direction Hiro et Mihara
  - voies 2 et 3 : direction Kaitaichi et Hiroshima